# Антиевропеизм
Антиевропеизм или еврофобия — политические термины, используемые в различных контекстах, подразумевающие настроения или политику, негативные по отношению к европейским правительствам, культуре или народам. Номинальные антонимы — проевропеизм или еврофилия.
В контексте расовой или этнонационалистической политики эти термины могут обозначать негативное отношение к европейской культуре и европейцам, а также ко всем выходцам из европейских народов, живущим за пределами Европы (например, антибелые настроения в США). В контексте внешней политики США, эти термины могут обозначать недовольство политикой европейских правительств как «плохих союзников». В контексте политики европейской интеграции, эти термины могут обозначать критику как руководящих органов Европейского союза, так и проевропеизма, свойственные правым и левым популистам и националистам. Благодаря этому антиевропеизм часто считают синонимом евроскептицизма, но некоторые исследователи рассматривают антиевропеизм как более радикальную позицию чем евроскептицизм.
Антиевропеизм нередко встречается в бывших колониях европейских стран, в которых негативное представление о Европе подпитывается её колониальным и империалистическим прошлым, которые могут усиливаться действиями современных европейских правительств, например, их участием в войне против терроризма на стороне Вооружённых сил США.
Среди мусульман Азии и Африки европейцы долгое время считались «примитивными» из-за культурного и технологического отставания европейских стран от арабских раннего средневековья, а также явной бедности по сравнению с тогда более богатым исламским миром. Пренебрежительное отношение к Европе среди мусульман, в первую очередь Ближнего Востока, сменилось на резко антиевропейские настроения после эпохи крестовых походов, которые создали европейцам репутацию «варваров». В других частях мира антиевропеизм стал реакцией на действия европейских миссионеров, торговцев и колонизаторов, которые во время и после Эпохи Географических Открытий осуществляли европейскую колонизацию Америки, Африки и Азии. В XX веке, особенно после процесса деколонизации, в странах третьего мира антиевропеизм часто проявлялся как преследование потомков европейских иммигрантов, радикальное неприятие европейской (западной) культуры, а в некоторых случаях даже достижений европейских технологий.

## Европа
К антиевропеизму склонялись некоторые идеологи фашистских и околофашистских течений в Европе, например, Юлиус Эвола, провозглашавший, что «Наш лозунг — антиевропеизм, антисемитизм, антихристианизм».

### Великобритания
В Великобритании термин «еврофобия» используется в отношении к Континенту, либо в контексте антигерманских или антикатолических настроений, либо, в последнее время, евроскептицизма в Соединённом Королевстве.

## Россия
В России антиевропеизм традиционно был популярен среди славянофилов и евразийцев, некоторым из которых было свойственно рассматривать антиевропеизм как антилиберальную, антизападную идею.
В XXI веке антиевропеизм в России получил новое развитие как форма неприятия политкорректности и толерантности по отношению к секс-меньшинствам.

## Америка

### США
Особая форма антиевропеизма развилась в США, среди потомков европейских иммигрантов. Ещё в начале XIX века возник идеологический раскол между Джоном Адамсом, Александром Гамильтоном и их коллегами-федералистами, выступавшими за улучшение отношений с бывшей метрополией, а также Томасом Джефферсоном и другими демократами-республиканцами, призывавшими к более тесным связям с революционной Францией и занимавшими антибританские позиции. Американский антиевропеизм во многом основывался на том, что Европа стала, якобы, «вырожденной», «коррумпированной» и «декадентской», так как отказалась от западных ценностей, в отличие от потомков колонистов, которые сохранили эти ценности. Убеждённость в слабости Европы и присущая большинству жителей США идея «американской исключительности» часто приводили к критике европейских правительств и их внутренней (например, размаха «государства всеобщего благосостояния» в европейских странах) и внешней политики (например, тех европейских правительств, которые не поддержали США во время вторжение в Ирак в 2003). Некоторые американские неоконсерваторы усматривали угрозу для США в европейской интеграции.

### Латинская Америка
Борьба испанских колоний в Америке за независимость в начале XIX века сопровождалась антиевропейской пропагандой, которая не утихла и после победы национально-освободительного движения. Сильные антиевропейские настроения в Южной Америке своими приверженцами оправдываются катастрофическим и кровавым прошлым, принесённым европейским колониализмом, особенно Испанией и Португалией, которые разрушили местные культуры и устоявшийся порядок, принесли болезни, войны, рабство и геноцид.

## Африка

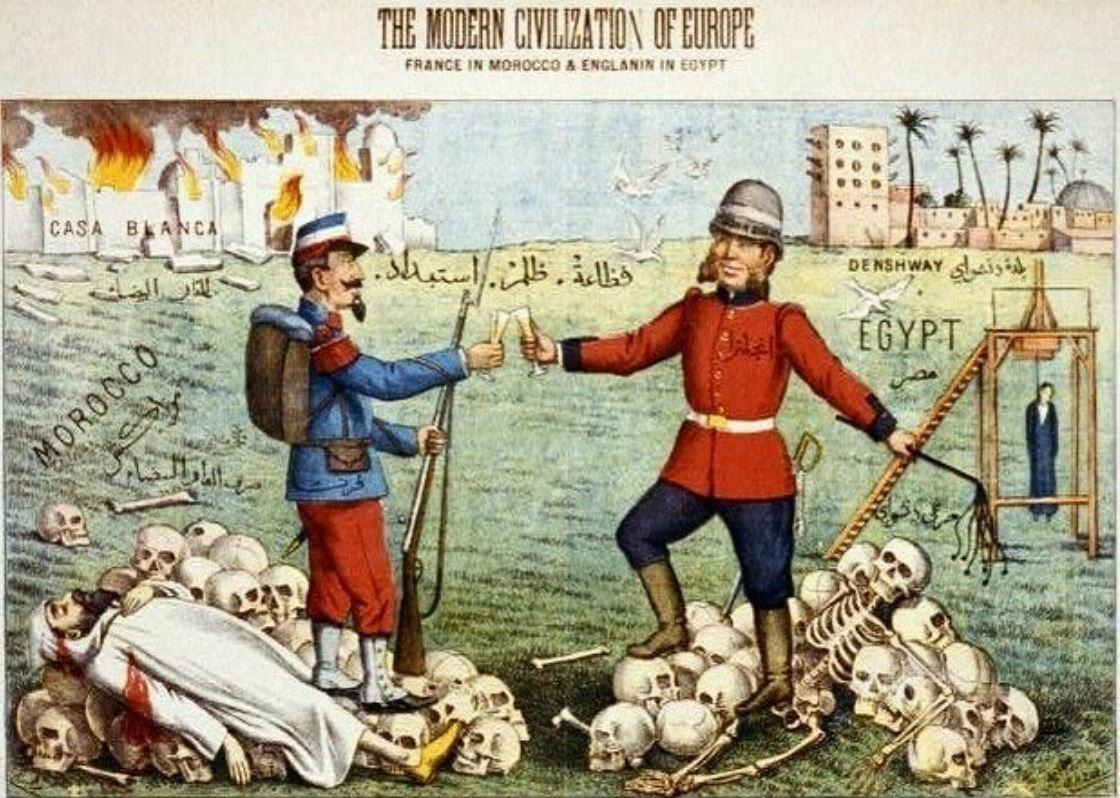
"Современные европейские цивилизации: Франция в Марокко и Англия в Египте"

Антиевропейские настроения были характерны и для колоний и полуколоний европейских стран в Африке. Введение в 1870-х годов англо-французского двойного контроля над египетскими финансами, с целью защитить иностранных держателей египетских облигаций, спровоцировало рост антиевропейских настроений в стране. В 1881 году группа офицеров египетской армии взбунтовались против Тауфик-паши, хедива Египта и Судана, из-за недовольства по поводу различий в оплате труда египтян и европейцев, а также других проблем, что привело к англо-египетской войне. В начале 1950-х годов Французский Алжир охватили массовые антиевропейские беспорядки, вызванные дискриминацией коренного населения, берберов и арабов, благодаря которой франкоалжирцы владели большей частью пахотных земель контролировали, местные органы власти и полицию. В 1950-х и 1960-х годах, на волне популярности так называемого «африканского национализма», антиевропеизм был популярен среди интеллектуалов из стран «Чёрной Африки», которые обвиняли Европу и европейцев в том, что бывшие европейские колонии и после независимости остаются бедными и неразвитыми. В начале XXI века произошёл новый всплеск африканского национализма, во многом с оттенком религиозности, основанном на неприятии всего европейского.

## Азия
Одним из примеров антиевропеизма в Азии был Иран, где после исламской революции ношение «европейского» галстука было запрещено как символ навязывания европейской культуры.